# Vasile Oprea
Vasile Oprea (Bucareste, 3 de março de 1957) é um ex-handebolista profissional, medalhista olímpico.

## Títulos
- Jogos Olímpicos:
  - Bronze: 1984